# Jean-Luc Godard
Jean-Luc Godard, francosko-švicarski filmski režiser, * 3. december 1930, Pariz, Francija, † 13. september 2022, Rolle, Švica.

## Življenjepis
Jean-Luc Godard izhaja iz meščanske družine. Njegov oče je bil zdravnik in lastnik zasebne klinike v Švici. Jean-Luc je leta 1953 dobil tudi švicarsko državljanstvo. 
Osnovno šolo je obiskoval v Nyonu, gimnazijo pa po ločitvi staršev deloma tudi v Parizu. Leta 1949 je pričel študij etnologije na pariški univerzi Sorbonne. Kot študent se je pričel zanimati za film, na univerzi je spoznal tudi filmskega teoretika Andreja Bazina, ki je nanj pomembno vplival. 
Leta 1950 je Godard ustanovil svojo filmsko revijo, ki pa je po petih številkah prenehala izhajati. Tako je leta 1952 pričel pisati filmske kritike za Cahiers du cinéma.
Po prvem spodletelem poskusu je leta 1954 vendarle posnel svoj prvi film, Opération beton - o gradnji nekega jeza v Švici. Tam je namreč honorarno delal kot gradbeni delavec. 
Leta 1960 je postal Godard svetovno znan s filmom À bout de souffle. S pomočjo istega filma je uspešno kariero začel tudi glavni igralec Jean-Paul Belmondo.
Njegov sedmi film, Le petit soldat iz leta 1963, je za razliko od prvenca razplamtel tudi politično debato. Film je namreč obravnaval tematiko vojne v Alžiriji in je bil zaradi tega prepovedan. Šele dve leti kasneje so ga lahko spet predvajali v Franciji. 
Tudi kasneje, predvsem po letu 1968, je Godard rad provociral z družbeno kritiko v svojih filmih. Skupaj s socialističnim teoretikom Jeanom-Pierrom Gorinom je ustanovil Skupino Dziga Vertov, ki se je uprla komercialnemu filmu in snemala revolucionarne filme. 
Godard se je v osemdesetih letih posvetil samorefleksiji - Nouvelle Vague iz leta 1989 tematizira istoimensko filmsko smer, za čigar ustanovitelja velja prav Godard. 
Ustvarjal je praktično do konca življenja, četudi je njegovim avantgardnim filmskim izdelkom v sodobni komercialno usmerjeni kinematografiji le stežka uspelo priti v prikazovalno shemo. Vendar so bili njegovi novejši filmi kljub temu stalnica na filmskih festivalih. 

## Slog
Godard je bil eden od vodilnih predstavnikov novega francoskega vala ali Nouvelle Vague ter predstavnik Teorije avtorjev (Theorie des auteurs). 
Njegovi filmi so med drugim znani po prosti, eksperimentalni obliki. Godard se je uprl fiksnim pravilom klasičnega hollywoodskega filma. To je storil na primer z eksperimentiranjem pri snemanju dialogov. Njegovi filmi so pogosto kolaži resničnosti. Rad je uporabljal tudi jump-cut, ki je postal znan predvsem po zaslugi Stanleya Kubricka (jump-cut scena s kostjo-vesoljsko ladjo v 2001: Odiseja v vesolju). 
Godard je v svoje filme rad vcepljal elemente dokumentarnih filmov. Njegovi liki recimo često odgovarjajo na vprašanja v intervjuvih (na primer lik Parvulesca v A bout de souffle). Zgodba se, predvsem v njegovih prvih filmih, pogosto prekine z glasbenimi vložki ali nenadnimi, vendar nadalje neargumentiranimi streljanji. Vse v skladu z njegovo ljubeznijo do ameriškega žanrskega filma. Godard je v svojih filmih pogosto raziskoval tudi pomen pisave in njen vizualni učinek.

## Filmografija (izbor)
- 1954: Opération Beton
- 1959: À bout de souffle
- 1961: Une femme est une femme
- 1962: Vivre sa Vie
- 1963: Le petit soldat
- 1963: Prezir
- 1964: Bande à part
- 1965: Alphaville, une étrange aventure de Lemmy Caution
- 1965: Pierrot le fou
- 1967: La Chinoise
- 1990: Nouvelle Vague
- 1991: Allemagne 90 Neuf Zéro
- 1998: Histoire(s) du cinéma
- 2001: Éloge de l'amour